# Cissi Ramsby
Cecilia "Cissi" Ramsby, född 21 maj 1986 i Järvsö, är en svensk vokalist. 
Ramsby blev först känd genom TV-programmet Idol 2006 där hon kom på 5:e plats. Den 9 augusti 2007 fick hon sin första hitsingel tillsammans med gruppen 6 AM och den officiella Pride-låten I'm Gay när den nådde förstaplatsen på singellistan i Sverige. År 2007 röstades Ramsby fram till Årets Homo på QX:s Gaygala. Under 2007 deltog Ramsby i ett avsnitt av TV4Plus-programmet Antikdeckarna. Hon sjöng tidigare i bandet VineStreet från Ljusdal och Järvsö, men det bandet är inte aktivt längre. 
Cissi Ramsby sjunger numera med Orkestern, med de permanenta medlemmarna Alexander Fastén (gitarr/kör), Johan Mörk (fiol/gitarr/kör), Kristine Stegs (kör), Jonas Bleckman (cello) och Oscar Sidebo (piano).
Sedan 2012 driver Cissi Ramsby gemensamt med vännen Lovisa Fischerström podcasten Ramsby/Fischerström. 